# HK Slavija
HJ Slavija Junior je hokejski klub iz Zaloga pri Ljubljani.
Ob ustanovitvi na začetku petdesetih let 20. stoletja se je klub imenoval Papirničar. Ime je dobil po Vevški papirnici, saj je sprva deloval v okviru športnih dejavnosti delavcev te tovarne. Klub je v Sloveniji uspešno nastopal, se razvijal in gradil svojo organizacijsko strukturo. Že kmalu po ustanovitvi je klub postal večkratni republiški prvak, največji uspeh pa je dosegel v sezoni 1955/56, ko je na Jesenicah premagal domačo ekipo s 4:2, naslednji dan pa še Celje s 3:1 in tako postal slovenski republiški prvak, s čimer se je uvrstil v 1. državno jugoslovansko ligo.
Kasneje se je Papirničar preimenoval v Hokejski klub Slavija in že leta 1964 osvojil državno mladinsko prvenstvo in tako postal stalen prvoligaš v mladinski konkurenci. Klub je leta 1968 začel graditi lastno umetno drsališče v Zalogu, zaradi političnih razlogov pa je leta 1976 prenehal delovati še preden je bilo drsališče dokončano. Drsališče je bilo tako končano šele leta 1978, za otvoritev pa je bila na njem odigrana mednarodna tekma Jugoslavija:Nemška Demokratična Republika.
Hokejski klub je bil ponovno ustanovljen pod istim imenom leta 1979 in obstaja še danes.

## Znameniti hokejisti
Glej tudi Kategorija:Hokejisti HK Slavija.
| - Jaka Avgustinčič - Igor Beribak - Blaž Emeršič - Andrej Hebar - Dejan Kontrec - Klemen Mohorič - Žiga Pavlin | - Gregor Polončič - Mitja Robar - Peter Šlamiar - Andrej Tavželj - Uroš Vidmar - Bojan Zajc |